# Anetta Kahane
Anetta Kahane (Berlín Este, 1954) es una periodista alemana. Bajo el alias de «Victoria» fue colaboradora informal de la Stasi. También es presidente de la Fundación Amadeu Antonio, fundada en 1998 de Karl Konrad Graf von der Groeben.

## Vida
Hija del periodista Max Kahane y de la artista Doris Kahane, que tuvieron que huir del régimen nazi al ser considerados comunistas judíos. Su hermano es el director de cine Peter Kahane. Estudió estudios latinoamericanos y trabajó como traductora.

### Stasi
Bajo el alias de «Victoria» fue colaboradora informal de la Stasi. Los expedientes de Kahane ocupan unas 800 páginas y según el Berliner Zeitung incriminó a una docena de personas de su entorno. También realizó misiones para la Stasi, de la que recibió dinero y regalos. En 1982 dejó de colaborar y empezó a trabajar como intérprete. En 1986 solicitó abandonar la República Democrática Alemana.
Después de Die Wende trabajó para la administración municipal de Berlín. En 1991 fundó la Regionale Arbeitsstelle für Ausländerfragen, Jugendarbeit und Schule, cuya actividad principal es el apoyo a actividades interculturales en el ámbito escolar. Ese mismo año recibió la medalla Theodor Heuss; es miembro del consejo de administración de la Fundación Theodor Heuss.

### Oposición a la ultraderecha
Participó en la creación de la Fundación Amadeu Antonio en el año 1998, y en 2003 se convirtió en su presidenta. Antes de que se conociera su colaboración con la Stasi, recibió en el año 2002 el Premio Moses Mendelssohn por su compromiso en la lucha contra la xenofobia y la extrema derecha.
En el año 2003 sucedió a Barbara John como encargada de extranjería del Senado de Berlín. Es columnista habitual en el Berliner Zeitung y en el Frankfurter Rundschau.

## Obra
- Ich durfte, die anderen mußten... (1993), en Zwischen Thora und Trabant. Juden in der DDR (ed. von Wroblewsky)
- Ich sehe was, was du nicht siehst. Meine deutschen Geschichten (2004)